# Стекольная фабрика «Вдова Йоханна Лётца»
Фабрика вдовы Йоханна Лётца в Клостермюле, Стекольная фабрика «Вдова Йоханна Лётца» (нем.  Lötz Witwe Klostermühle, чеш. Sklárna «Vdova Johanna Letze») — фабрика по производству изделий декоративно-прикладного искусства из стекла периодов историзма и модерна. Расположена в г. Клостермюле (Богемия), Австро-Венгрия. Компания Лётц в период с 1890—1920-х годов являлась самым передовым и успешным производителем художественного стекла в Богемии. Она получила известность благодаря новаторским для того времени технологиям, в частности приёмам иризации стекла, «органическим» формам изделий в стиле ар-нуво и использованию смелых цветовых сочетаний. Найденные мастерами формы декора так называемый «лётц-декор» (Lötz-Dekor) имитировались другими европейскими производителями, что в последующем значительно затрудняло атрибуцию подлинных изделий фабрики.

## История
Богемия в XVII—XIX веках была важным историческим центром европейского стеклоделия, она славилась так называемым богемским стеклом с характерными «алмазной гранью» и гравированными узорами, производством хрусталя и бижутерии. Фабрика в Клостермюле (Klostermühle) на окраине Богемского леса в местечке Кластерски Млын (чеш. Klášterský Mlýn; нем.  Klostermühle) была основана в 1836 году в Иоганном Баптистом Эйснером фон Эйзенштейном (Johann Baptist Eisner von Eisenstein) .
В 1850 году фабрику приобрёл Иоганн Лётц (1778—1844), бывший владелец стекольных заводов в Деффернике, Хуркентале, Аннатале и Фогельзанге. В период между 1844 и 1851 годами Сюзанна, вдова Иоганна Лётца, вновь вышла замуж. В 1851 году Сюзанна и её второй муж Франц Герстнер оформили совместное владение фабрикой, производственными строениями и земельным участком, на котором они были расположены. Далее фабрика работала под именем Франца Герстнера .
В 1863 году фабрика была внесена в коммерческий реестр под названием «Вдова Йоханна Лётца» (Johann Lötz Wittwe). В 1879 году Максимилиан Риттер фон Шпаун (? — 1907), внук Йоханна Лётца, принял фабрику от своей бабушки и продолжил управлять ей под тем же названием: «Johann Lötz Wittwe». Фон Шпаун был выдающимся технологом, став директором фабрики он провёл её реструктуризацию. Макс II, получивший прозвание «Стеклянный Макс» (Glas Мax), назначил менеджером предприятия Эдуарда Прохаску (Eduard Prochaska, 1851—1922); вдвоем они занялись перепрофилированием производства с выпуска домашней посуды на создание высококачественных художественных изделий. Макс привносил в этот проект стратегию развития, Прохаска реформировал технологический процесс. В течение следующих десяти лет компания участвовала в целом ряде европейских выставок.
Макс Риттер фон Шпаун получил несколько наград за заслуги перед стекольной промышленностью. В 1883 году он был удостоен права помещать имперский орел на гербе и печати. В 1889 году  отмечен Рыцарским крестом ордена Франца-Иосифа, награждён бельгийским орденом Леопольда и орденом французского Почётного легиона .
В 1908 году Макс II передал руководство компанией своему сыну Максу III, несмотря на все усилия которого, компания стала испытывать финансовые трудности. В 1911 году в отношении фабрики была начата процедура банкротства, и в 1913 году Макс III был вынужден включить своих кредиторов в состав собственников новой преобразованной фирмы «Johann Lötz Wittwe Gesellschaft m.b.H.». Улучшению финансового положения компании не способствовало и начало Первой мировой войны, но компания, несмотря на трудности, продолжала работать, ориентируясь на Вену, как на источник художественных идей «нового стиля» (венского модерна), так и на широкий рынок сбыта своей продукции.
В 1930 году сильный пожар опустошил многие цеха. В 1939 году из-за финансовых трудностей было принято решение о добровольном банкротстве. К тому времени разразилась Великая Депрессия, и рынок художественного стекла почти прекратил существование. Но компания уцелела. После Второй мировой войны фабрика была национализирована, но окончательно прекратила существование в 1947 году. На развалины некогда знаменитой мануфактуры прибыли бульдозеры и земля, на которой когда-то стояли фабричные цеха, была превращена в фермерские угодья.

## Художественная продукция фабрики
К 1889 году «Фабрика вдовы Йоханна Лётца» превратилась в ведущее региональное производство художественного стекла. Изделия этого периода, отчасти близкие иризационному стеклу Луиса Комфорта Тиффани (с эффектом иризации: радужного сияния), считаются лучшими образцами художественного стекла стиля ар-нуво после работ Эмиля Галле и братьев Дом школы Нанси .
Продукция фабрики впервые была продемонстрирована на Всемирной выставке 1878 года в Париже, в 1888 году на Имперской Юбилейной Выставке в Вене, в выставках художественных ремёсел (Kunstgewerbe) в Мюнхене и в Брюсселе. На Всемирной выставке 1889 года в Париже и Юбилейной Выставке в Австрийском Музее искусства и промышленности (Österreichischen Museum für Kunst und Industrie) изделия фирмы получили почётные призы. На Всемирной Выставке в Париже в 1900 году  компания Лётц получила Гран-При и две серебряные медали «за вклад в развитие художественного стеклоделия».  В то же время Макс II изменил написание названия компании на английский манер (с Lötz на Loetz), что было связано с выходом на международный рынок. В 1893 году компания приняла участие во Всемирной Выставке в Чикаго .
В период историзма согласно эстетике того времени мастера фирмы имитировали стеклом узоры цветных камней: оникса, яшмы, сердолика, малахита, лазурита. Роскошные бокалы, выпущенные фабрикой, получали самые высокие награды. На юбилейной выставке 1888 года была представлена «ваза кайзера Франца Иосифа» (Kaiser Franz Josefs Vase), спроектированная Хофратом Шторком. Это была самая большая ваза, которую в то время выдували из стекла. 
В период модерна художники фирмы стали разрабатывать «органогенные формы» в стиле ар-нуво, которые напоминали морские раковины, растения, букеты цветов, одновременно применяя технику иризации ради получения эффекта перламутрового блеска, схожего с металлическим люстром (эффект достигался с помощью нагрева изделия в жидкой смеси хлористого олова с нитратом бария) .
Мастера использовали травление многослойного стекла, подобно тому, как это делал Эмиль Галле, а также применяли «стекло с камеями» (вставками фарфора), роспись золотом подобно мастерам фирмы Лобмейр. Компания первой в Австрии стала производить так называемое барочное стекло — предметы с накладным декором из разноцветных стеклянных нитей. Торговые отделения фирмы были расположены в Вене, Берлине, Гамбурге, Париже, Лондоне, Брюсселе, Милане и Мадриде, и это вскоре принесло продукции «Лётц» мировую известность.
В разные периоды её существования с компанией сотрудничали такие известные художники, как Адольф Бекерт (Adolf Beckert), Р. Бакалович, Леопольд Бауэр, Йозеф Хоффман (Josef Hoffmann), Франц Хофштеттер (Franz Hofstötter), Мари Киршнер (Marie Kirschner), Коломан Мозер (Koloman Moser), Михаэль Повольни (Michael Powolny), Эдуард Прохаска (Eduard Prochaska), Отто Прутшер (Otto Prutscher) и другие. Мари Киршнер использовала строгие геометрические формы. С 1918 года моравский художник-керамист Михаэль Повольни стал создавать простые изделия без декора либо с минимальным геометрическим  орнаментом в стиле ар-деко, который со временем стали называть «лётц-декор» .

## Изделия фабрики «Вдова Йоханна Лётца»

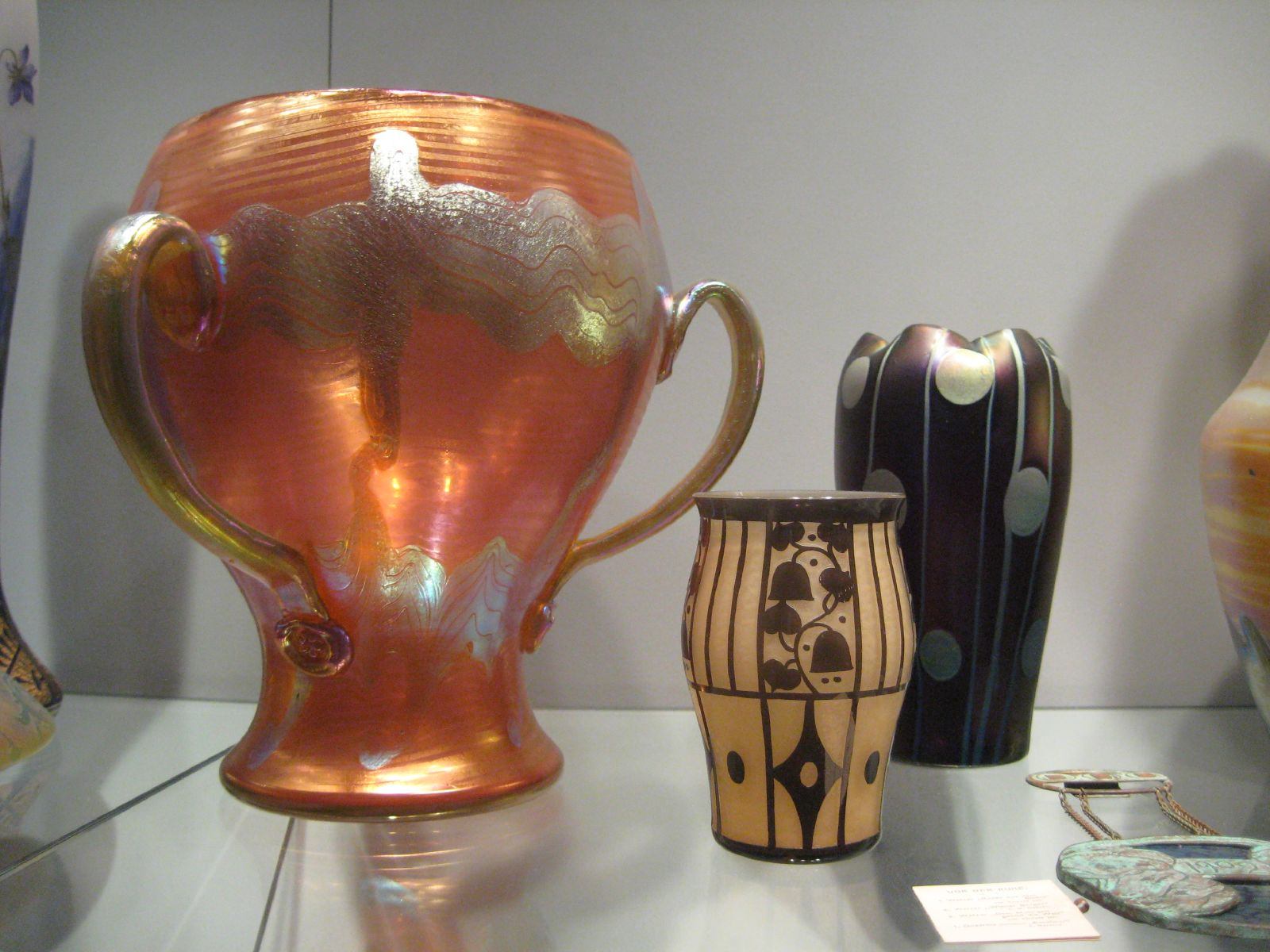
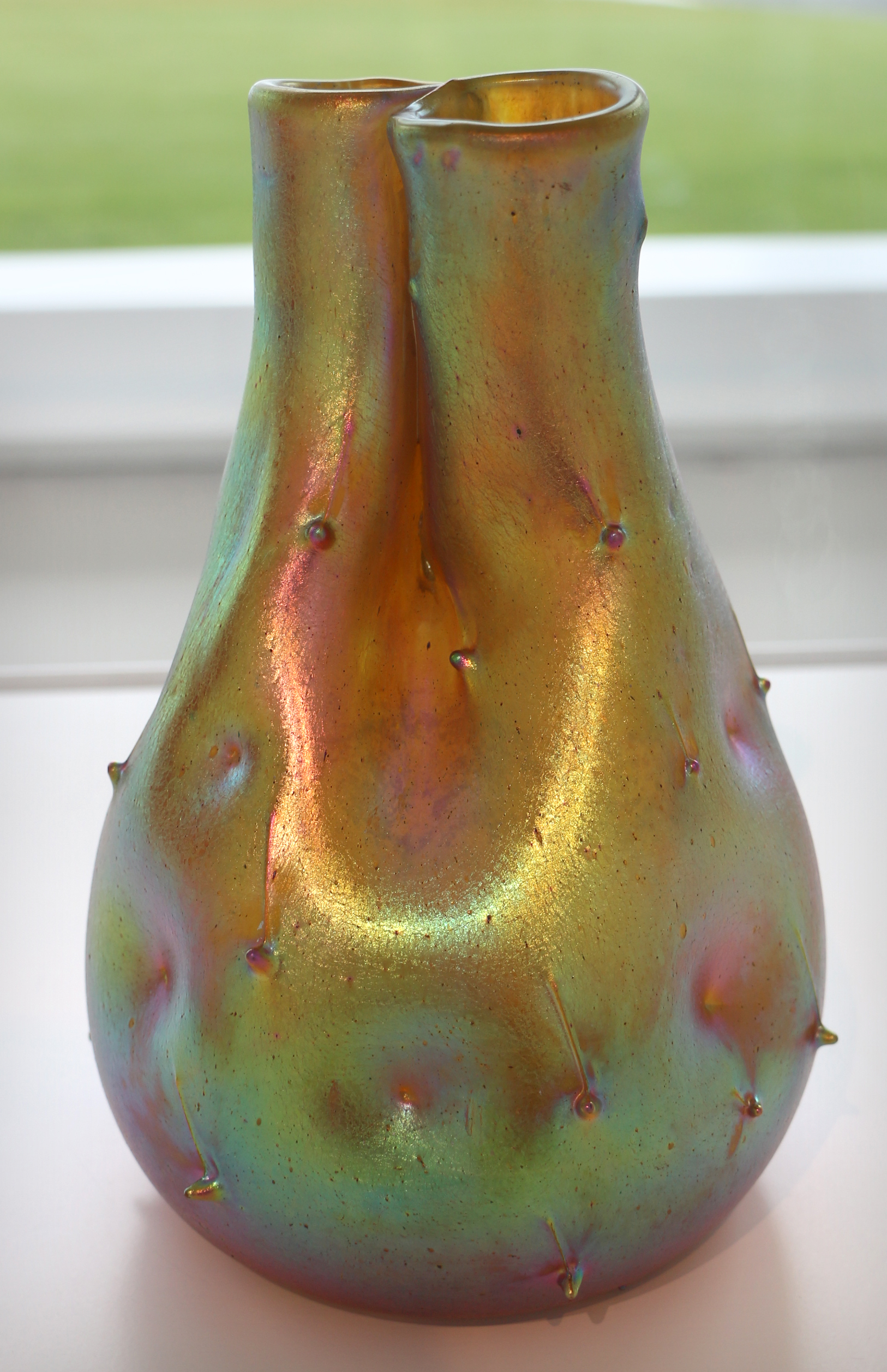
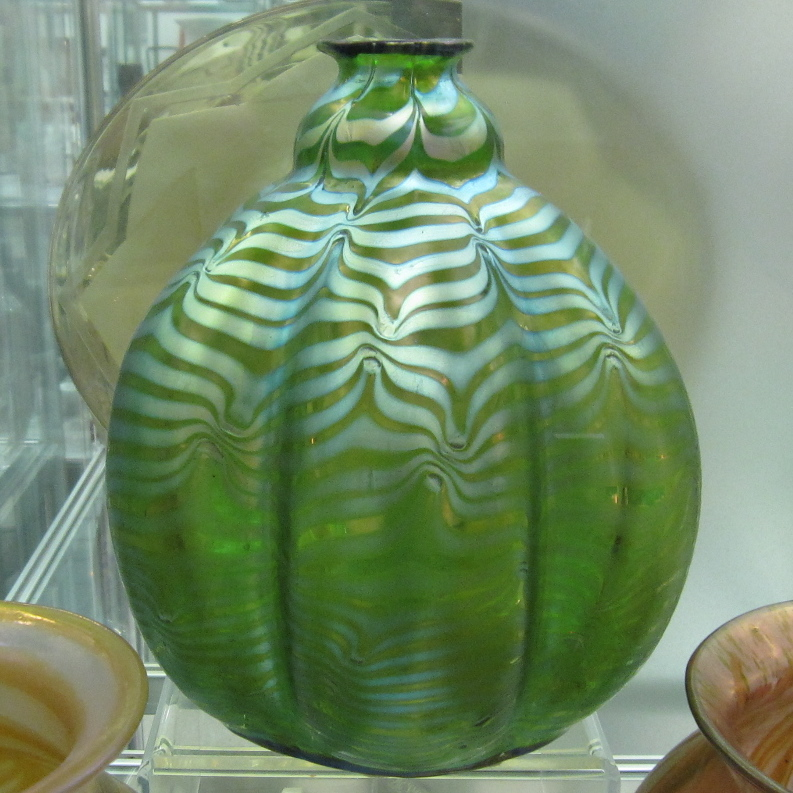
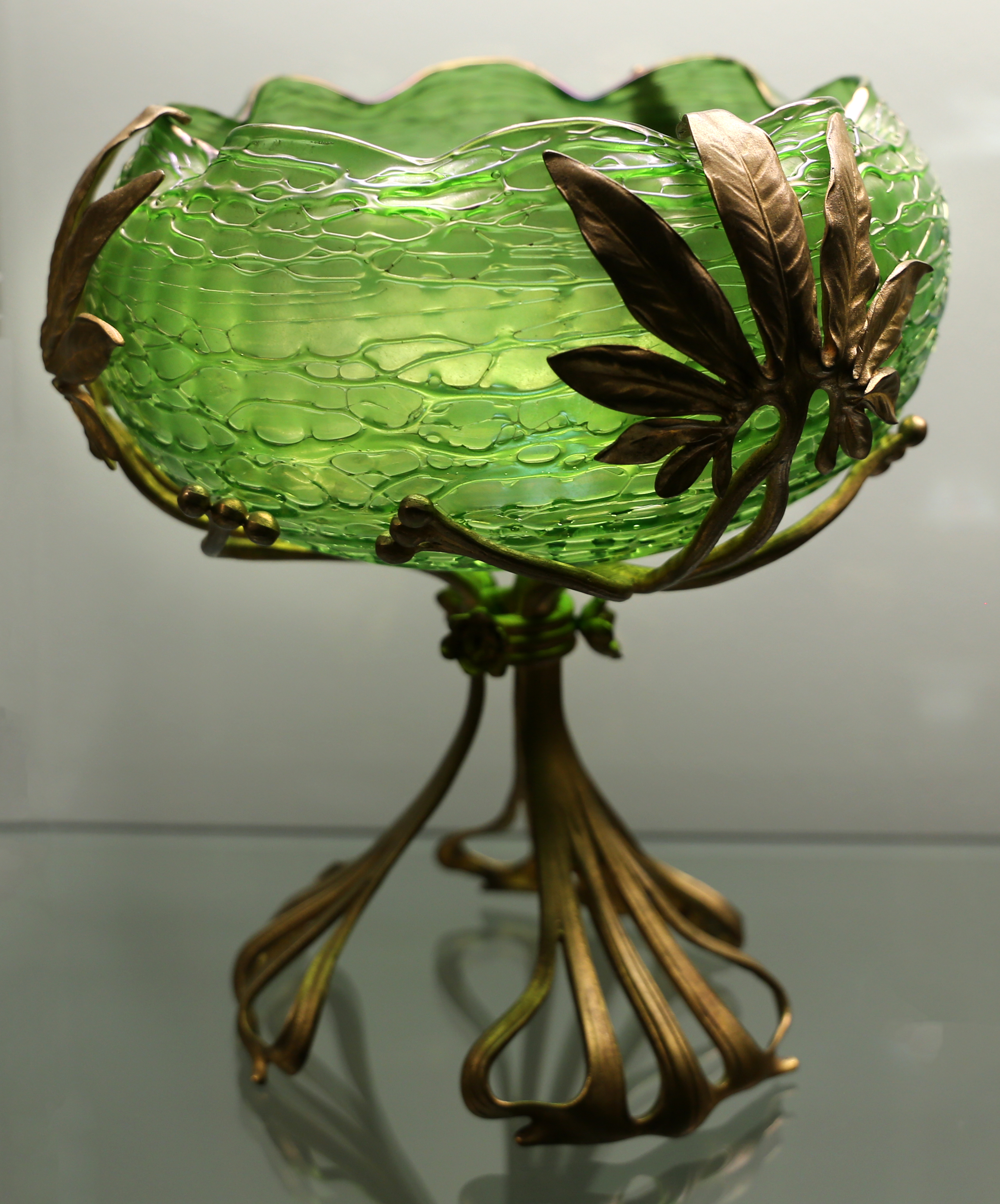
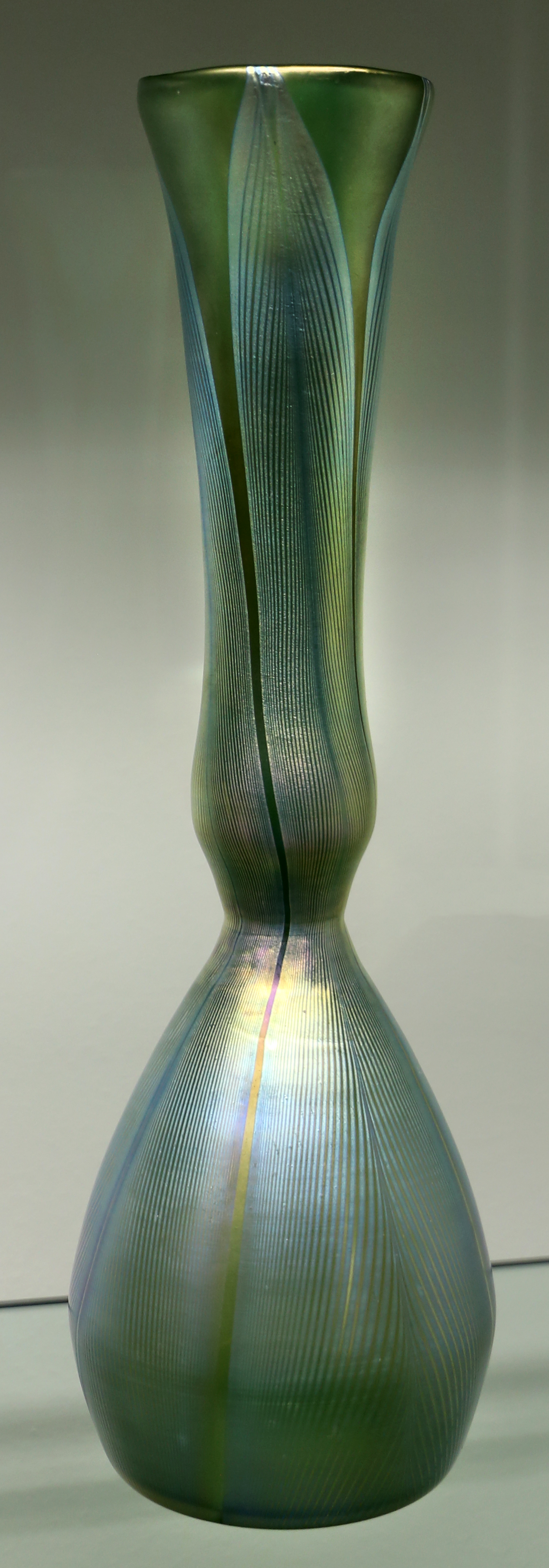
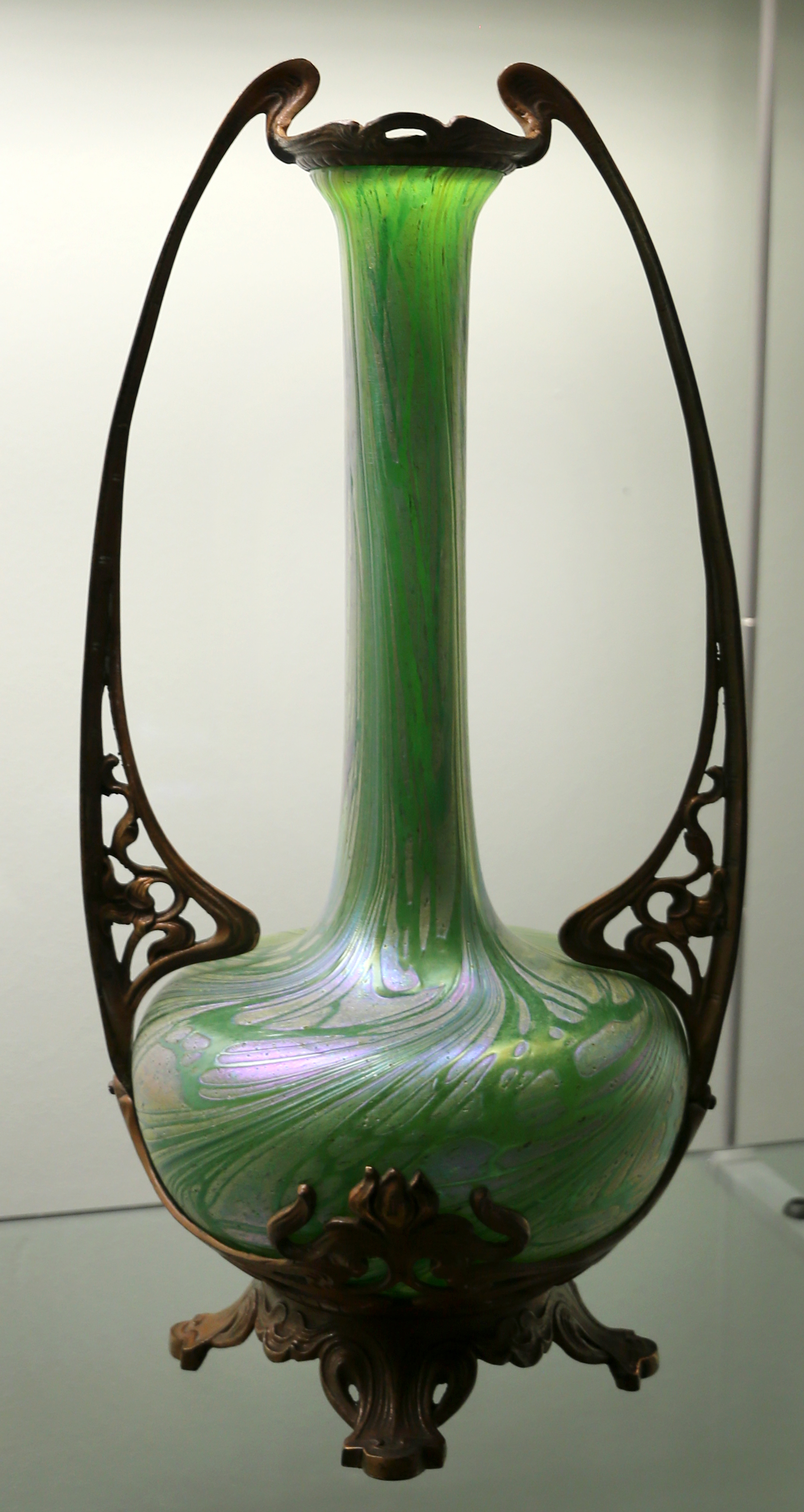
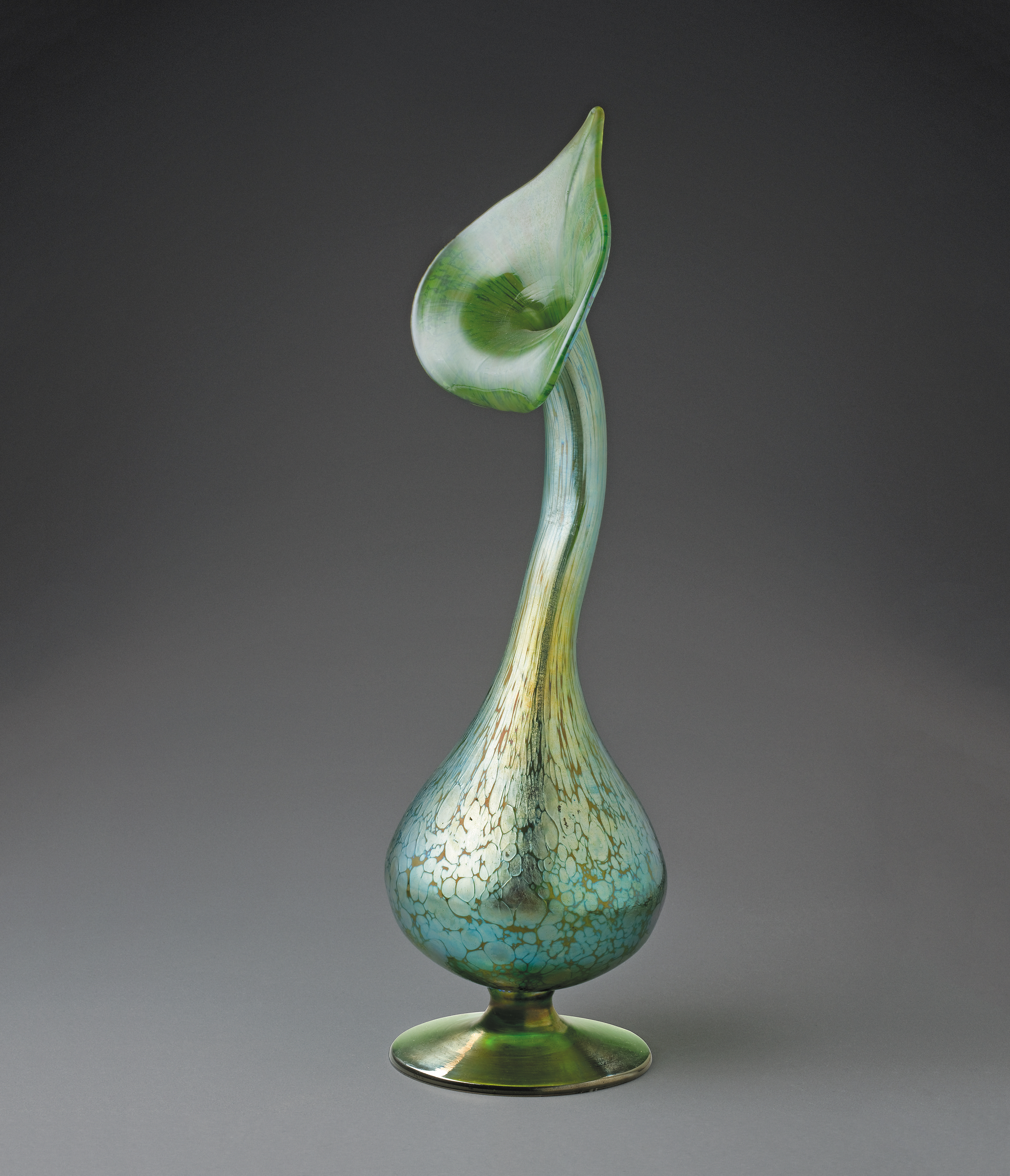
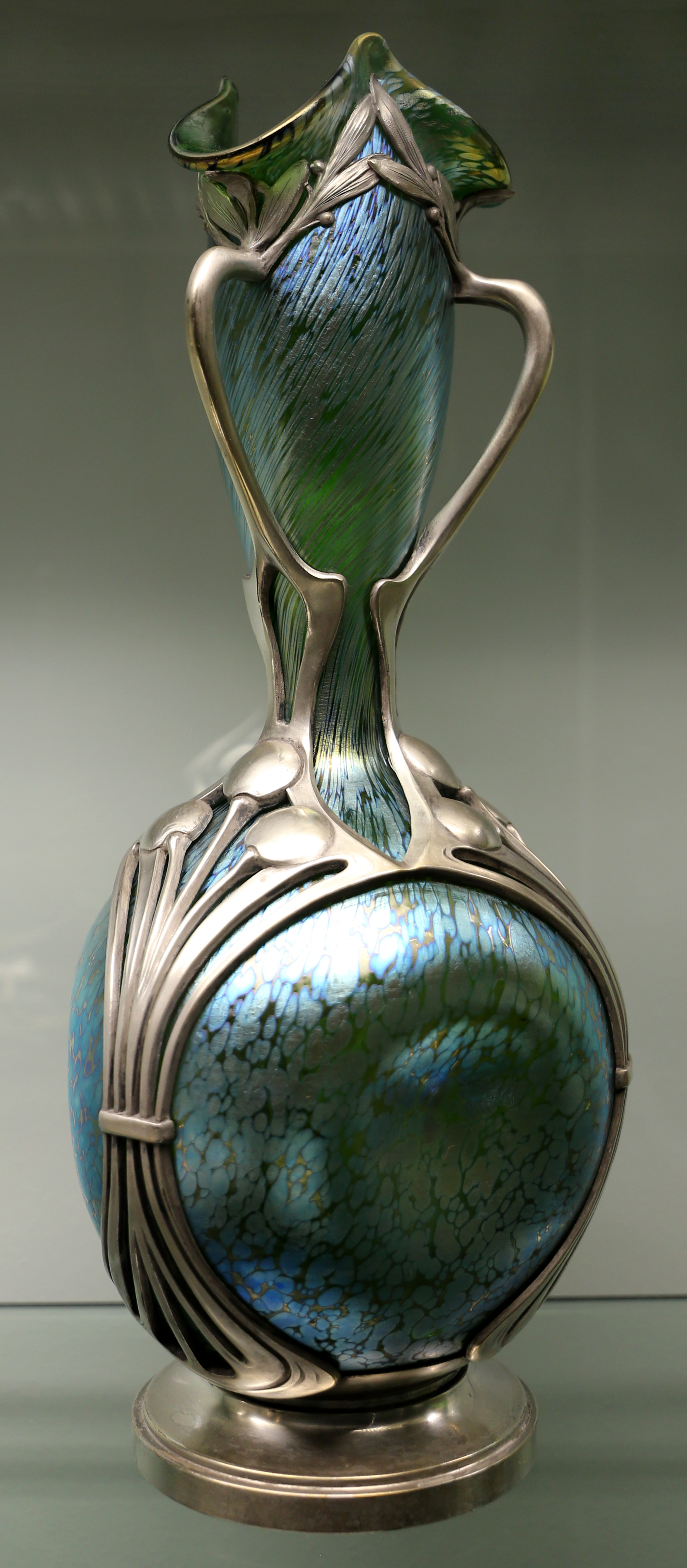
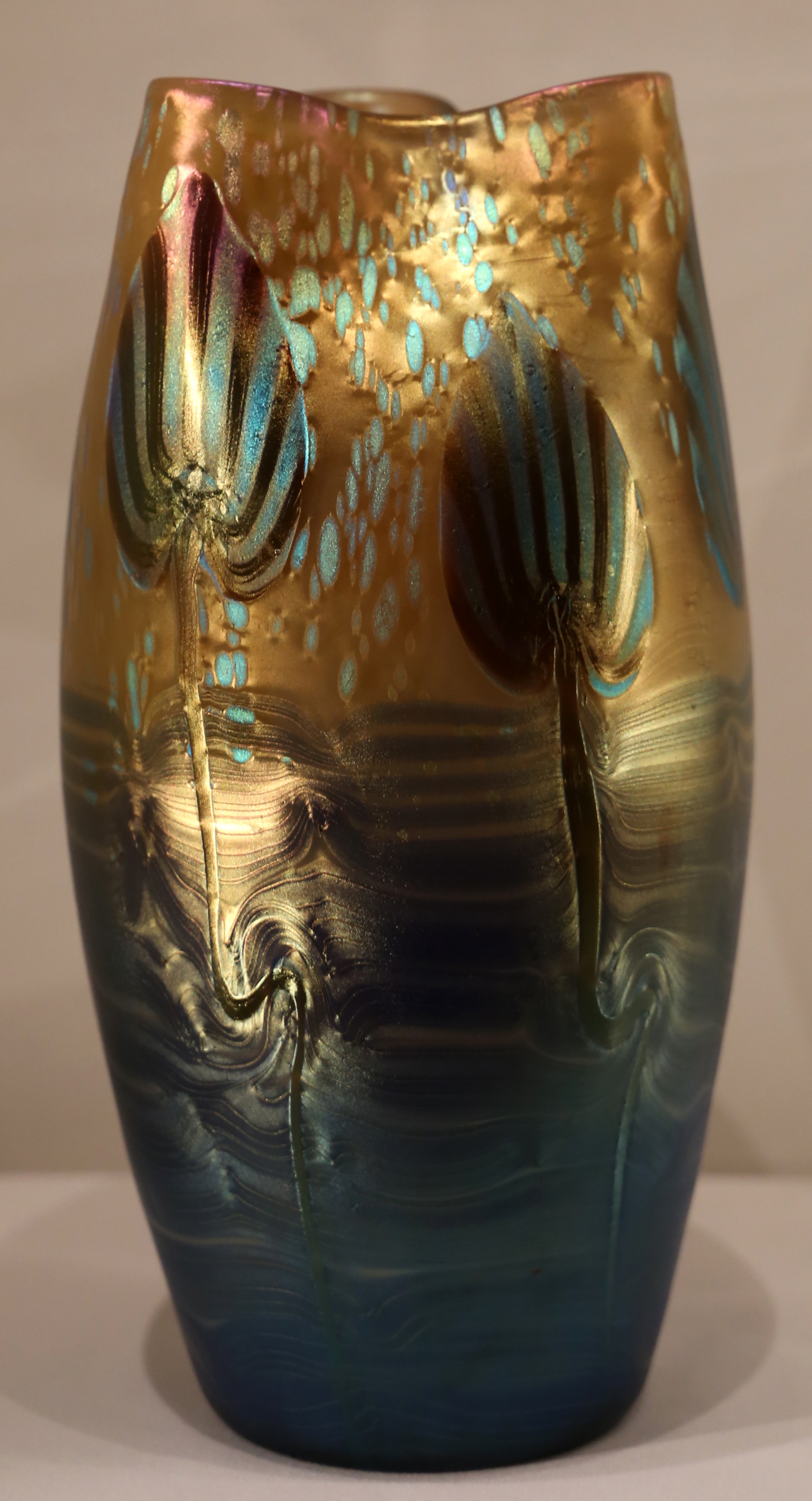
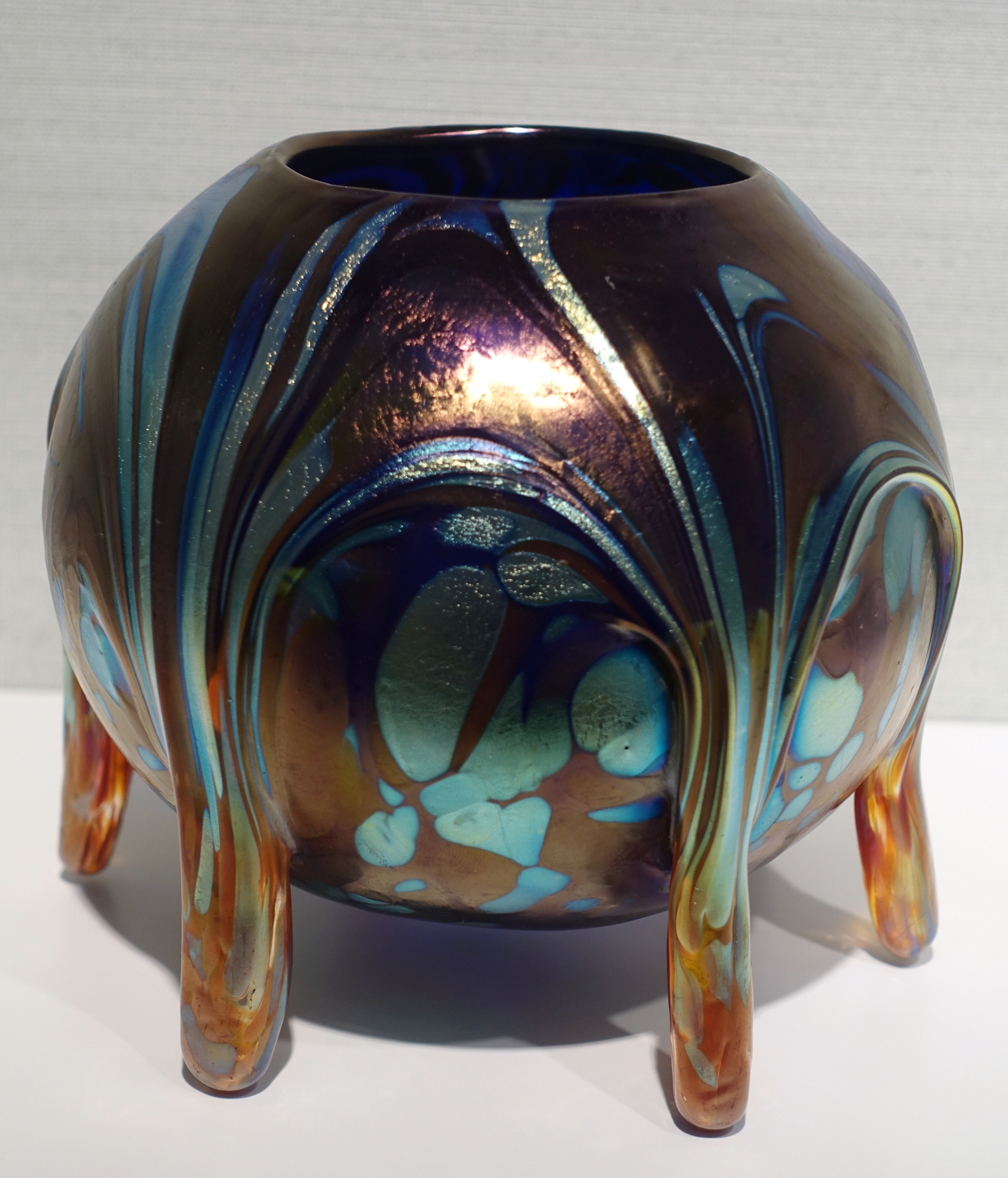
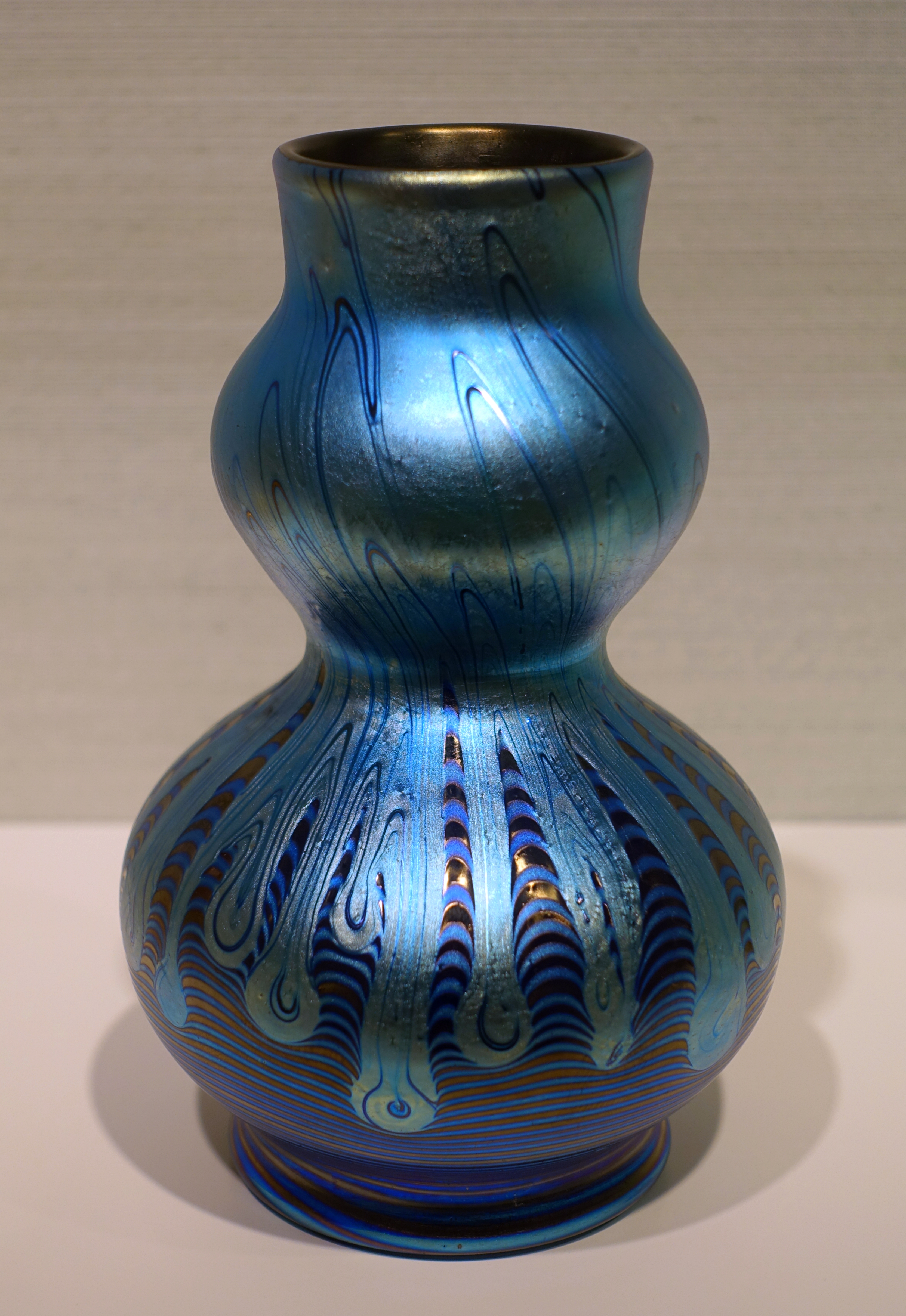
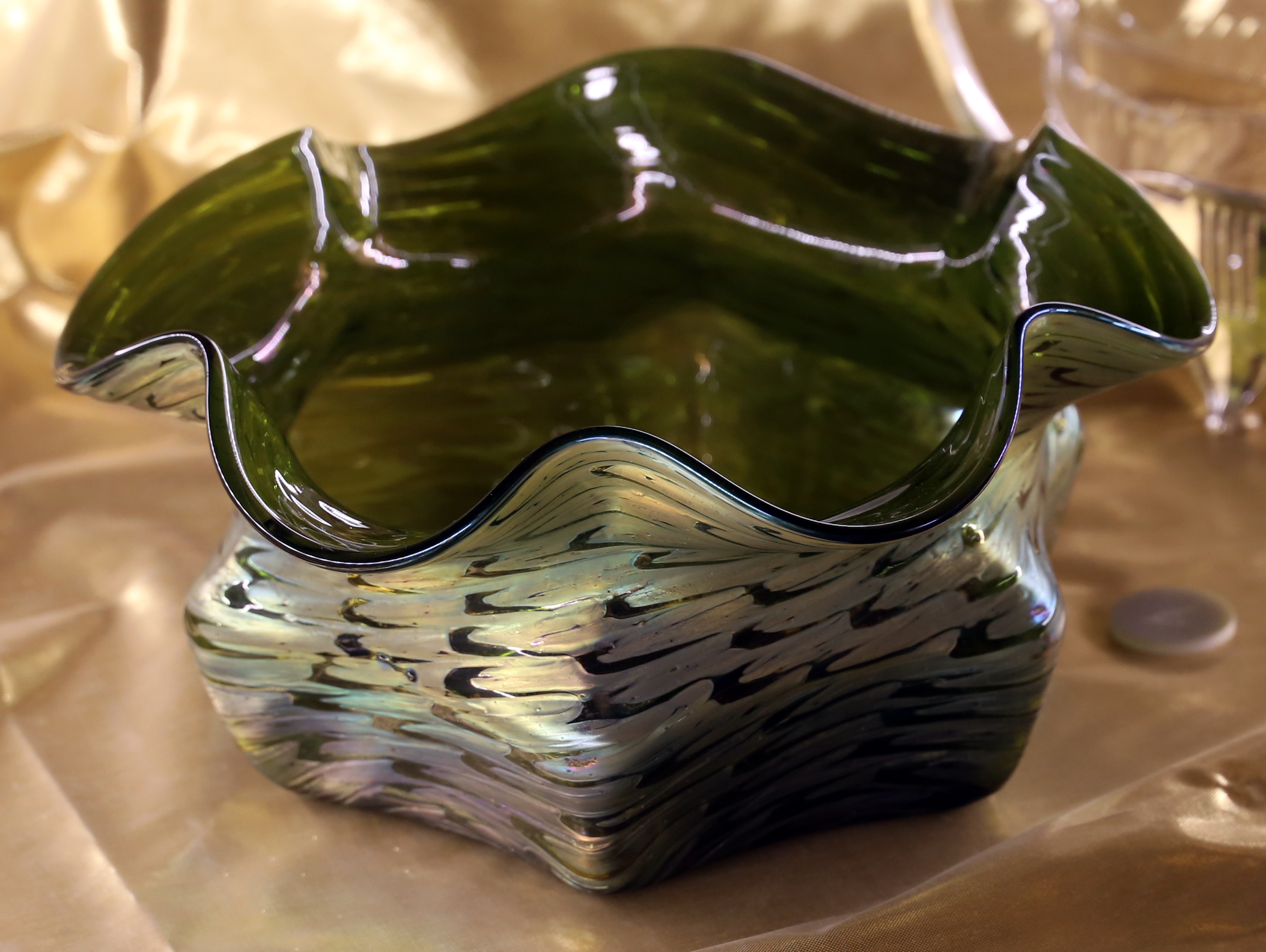
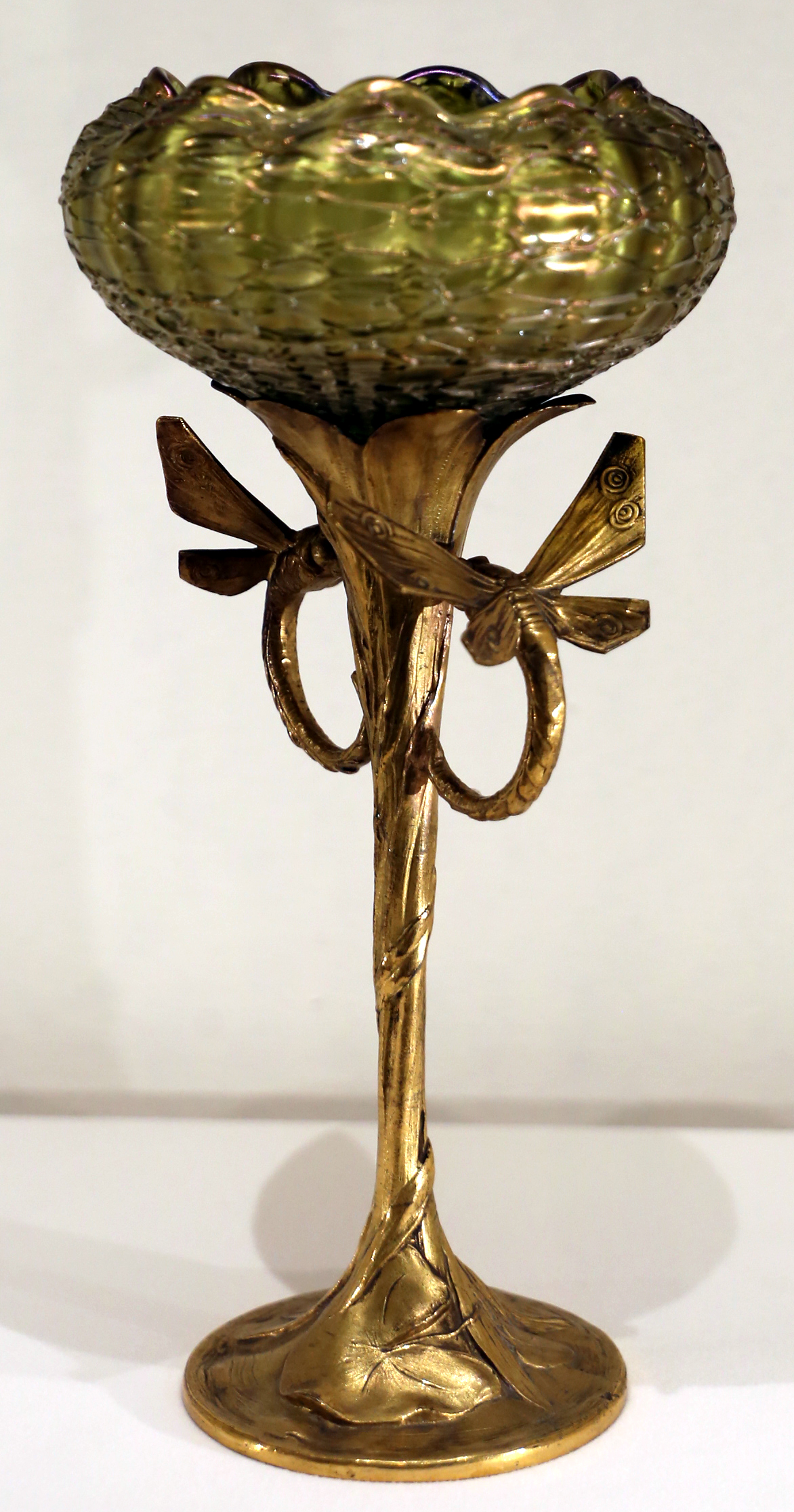
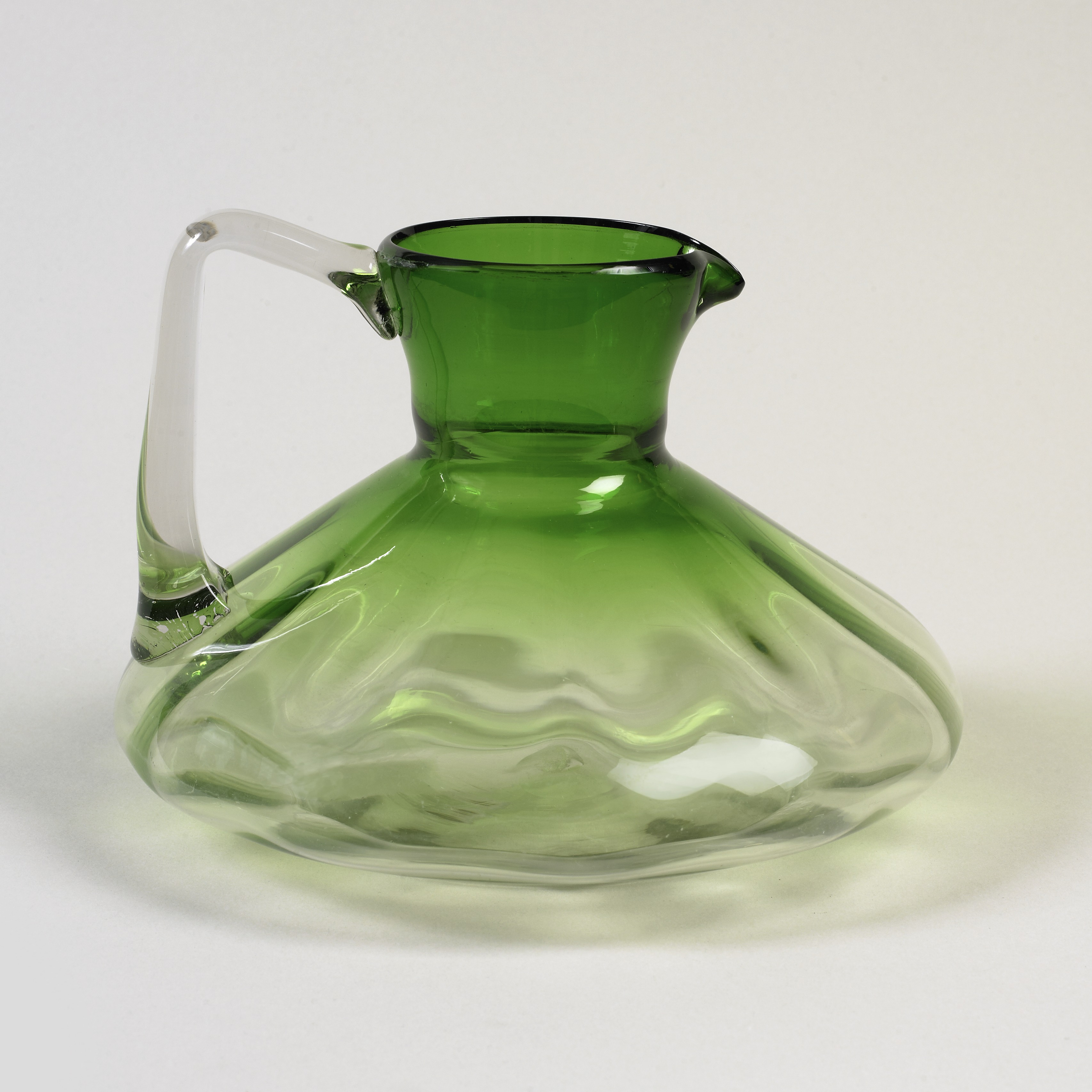
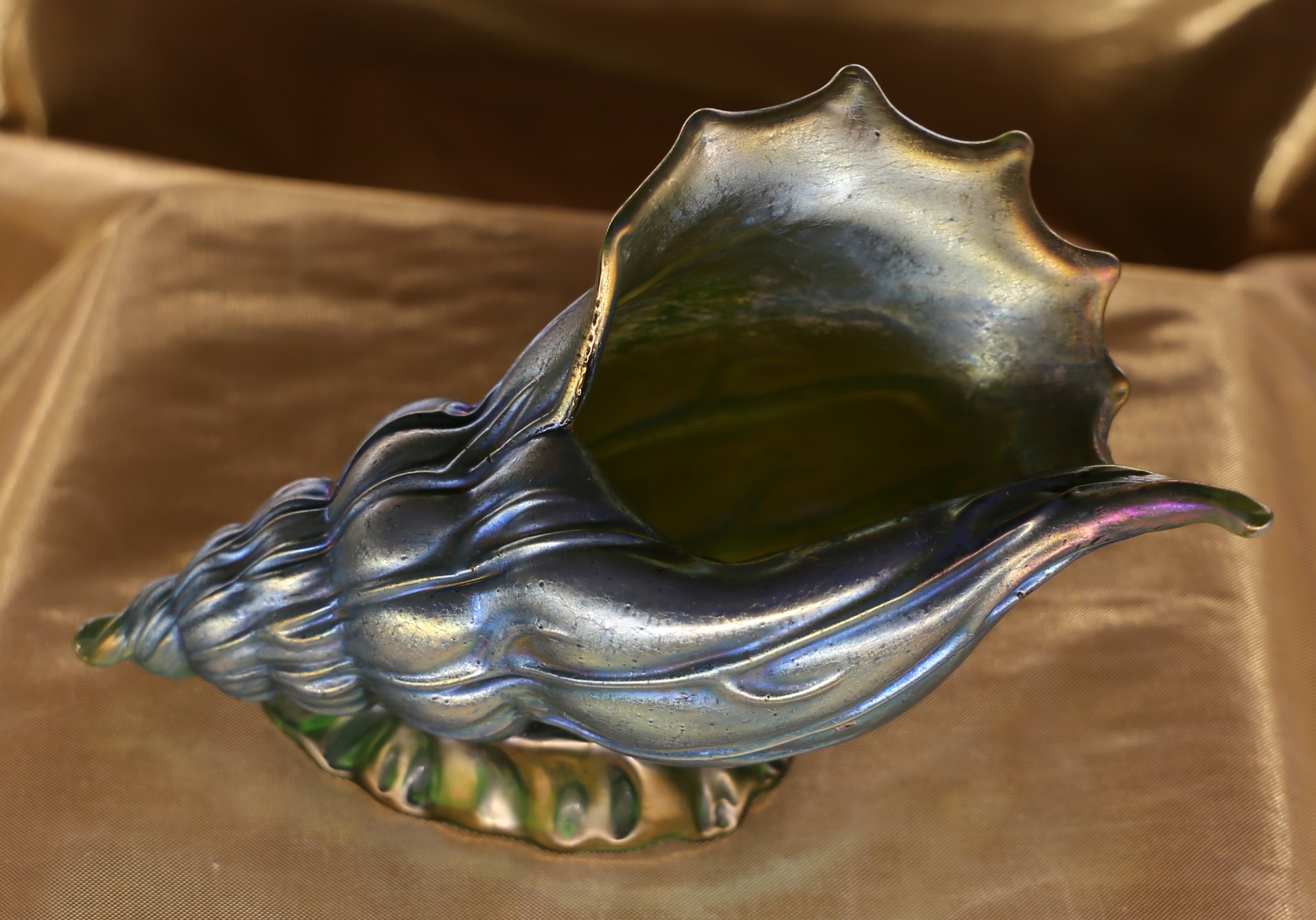
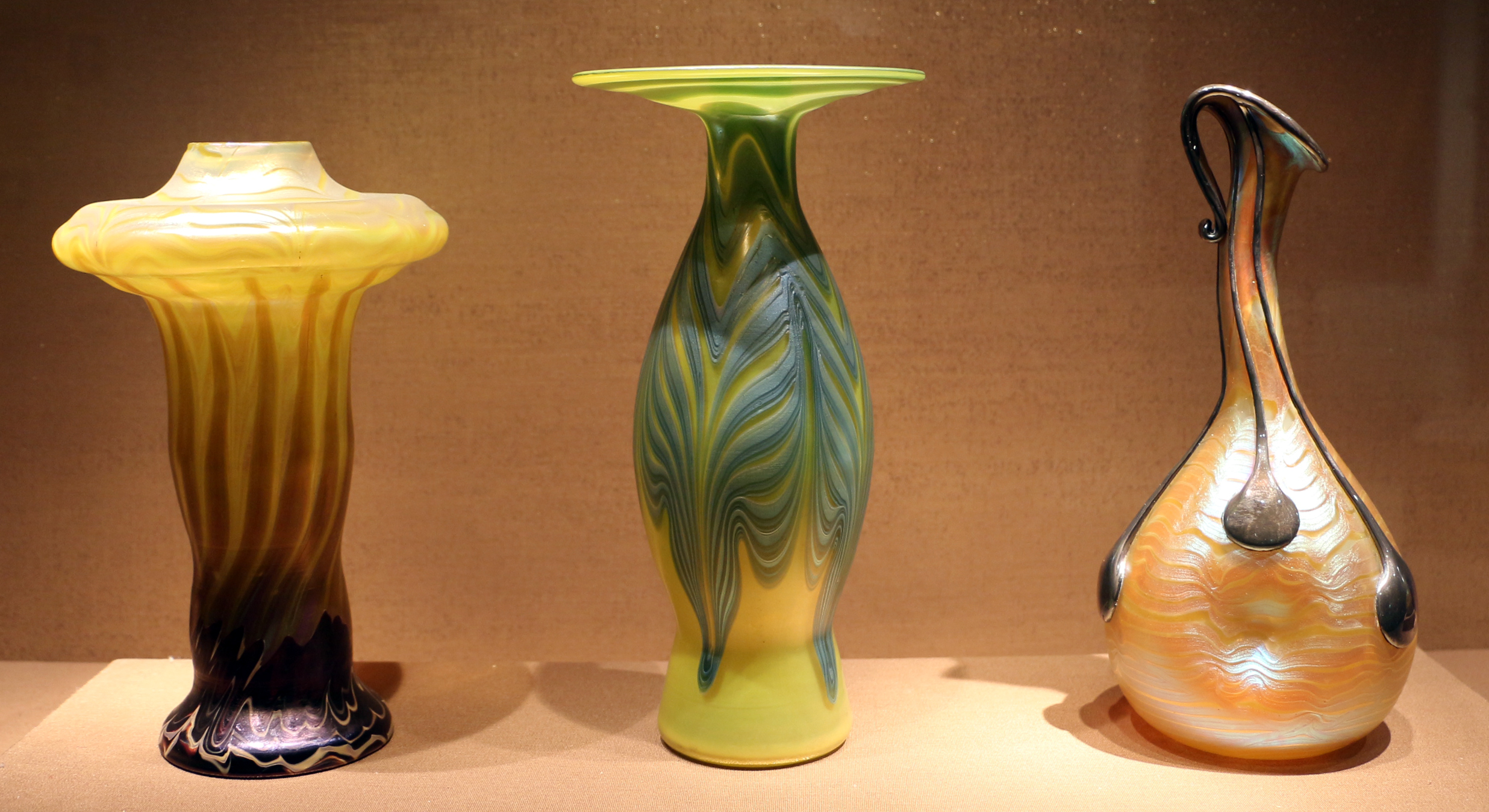